# Hermann Molkenbuhr

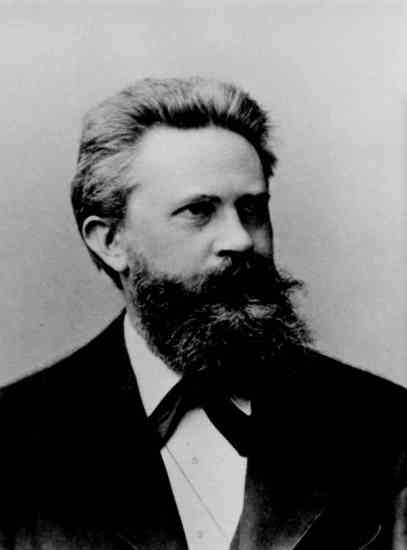
Hermann Molkenbuhr um 1890

Hermann Molkenbuhr (* 11. September 1851 in Wedel; † 22. Dezember 1927 in Berlin) war ein deutscher SPD-Politiker und Reichstagsabgeordneter. Molkenbuhr gehört zu den prägenden Persönlichkeiten in der Geschichte der deutschen Arbeiterbewegung und des deutschen Parlamentarismus.

## Biographie
Molkenbuhr wurde als Sohn eines Schneidermeisters geboren.  Nur wenige Jahre, von 1857 bis 1862, besuchte er in seinem Heimatort Wedel die Volksschule.
Ab 1862 lebte er in Ottensen in einem typischen proletarischen Milieu während der Industrialisierung. Von 1862 bis 1864 arbeitete er wöchentlich 59 Stunden in der Ottenser Zichorienfabrik, einer Fabrik für Kaffee-Ersatz. Daneben besuchte er die „Abendschule für die in Fabriken arbeitenden Kinder“. Von 1864 bis 1871 arbeitete er als „Zurichter“ (Hilfsarbeiter) bei verschiedenen Zigarrenmachern, bis er selbst das Handwerk erlernte, das er bis 1891 ausübte.
Im Jahr 1872 war Molkenbuhr Mitbegründer der Ortsgruppe Lokstedt-Ottensen des 1863 gegründeten „Allgemeinen Deutschen Arbeiterverein“ (ADAV) und wurde sofort als Agitator politisch aktiv. 1874 wurde er Vorsitzender (Bevollmächtigter) des ADAV in Ottensen und nahm 1875 als einer der jüngsten Delegierten am Vereinigungsparteitag von ADAV und „Sozialdemokratischer Arbeiterpartei“ zur „Sozialistischen Arbeiterpartei Deutschlands“ in Gotha teil. Er gilt damit als einer der Gründungsväter der geeinigten Sozialdemokratie.
Nach Erlass des „Sozialistengesetzes“ 1878 organisierte Molkenbuhr die Sozialdemokratie im Untergrund. 1881 wurde Molkenbuhr ausgewiesen, wanderte in die USA aus und arbeitete dort von 1881 bis 1884 als Zigarrenmacher. Auch in den USA blieb er politisch aktiv und engagierte sich in der Socialist Labor Party of America.
1884 kehrte Molkenbuhr nach Deutschland zurück und ließ sich zunächst in Bremen, später von 1885 bis 1890 in Kellinghusen in Holstein nieder. 1887 wurde Molkenbuhr in einem Geheimbundprozess angeklagt, jedoch nach viermonatiger Untersuchungshaft freigesprochen. Nach mehreren erfolglosen Kandidaturen für den Reichstag ab 1884 gewann Molkenbuhr am 1. März 1890 das Mandat für den 6. schleswig-holsteinischen Wahlkreis (Elmshorn-Pinneberg). Bei der Reichstagswahl 1893 gewann er den Reichstagswahlkreis Freie und Hansestadt Hamburg 1, 1898 den Wahlkreis Düsseldorf 2 und schließlich bei der Reichstagswahl 1907 den Wahlkreis Sachsen 17. Molkenbuhr war von 1890 bis 1924 ununterbrochen Mitglied des Reichstages (1890–1918 MdR, 1919/20 Mitglied der Nationalversammlung und 1920–1924 MdR) und verfügt damit über eine der längsten Abgeordnetenkarrieren der deutschen Parlamentsgeschichte. Innerhalb der SPD war Molkenbuhr einer der Wegbereiter konstruktiver parlamentarischer Mitarbeit und galt zu dieser Zeit als der einflussreichste Sozialpolitiker seiner Fraktion und des Reichstages insgesamt.
1891 war er Mitglied der Programmkommission, die das „Erfurter Programm“ der SPD beriet, 1892 bis 1902 Mitglied der „Reichskommission für Arbeiterstatistik“, seit 1902 des „Beirats für Arbeiterstatistik“, der die Grundlagen für Reformen des Arbeitsrechts schaffen sollte. 1902 legte Molkenbuhr den ersten Entwurf einer „staatlichen Arbeitslosenversicherung“ vor. Ab 1904 bis zu seinem Tod gehörte Molkenbuhr dem SPD-Parteivorstand an, zunächst als Sekretär.
Von 1911 bis 1922 war Molkenbuhr neben August Bebel und Hugo Haase einer der Vorsitzenden der SPD-Reichstagsfraktion, scheiterte aber 1911 bei der Wahl zum SPD-Parteivorsitzenden. 1914 trat Molkenbuhr für die Zustimmung der SPD zu den Kriegskrediten ein und stützte während des Ersten Weltkrieges die Politik der Parteimehrheit („Politik des Burgfriedens“). 1917 bemühte sich Molkenbuhr als Mitglied der deutschen SPD-Delegation in Stockholm um eine Friedensinitiative der „Sozialistischen Internationale“.
Während der Revolution 1918/19 trat Molkenbuhr konsequent für eine Republik und Demokratie in Deutschland ein: „Die politische Grundlage der sozialistischen Gesellschaft kann nur die Demokratie sein.“ Ende November 1918 erhielt er den Parteiauftrag, als Sicherheitsgarant die letzte deutsche Kaiserin Auguste Viktoria auf ihrem Weg ins Exil bis an die niederländische Grenze zu begleiten.

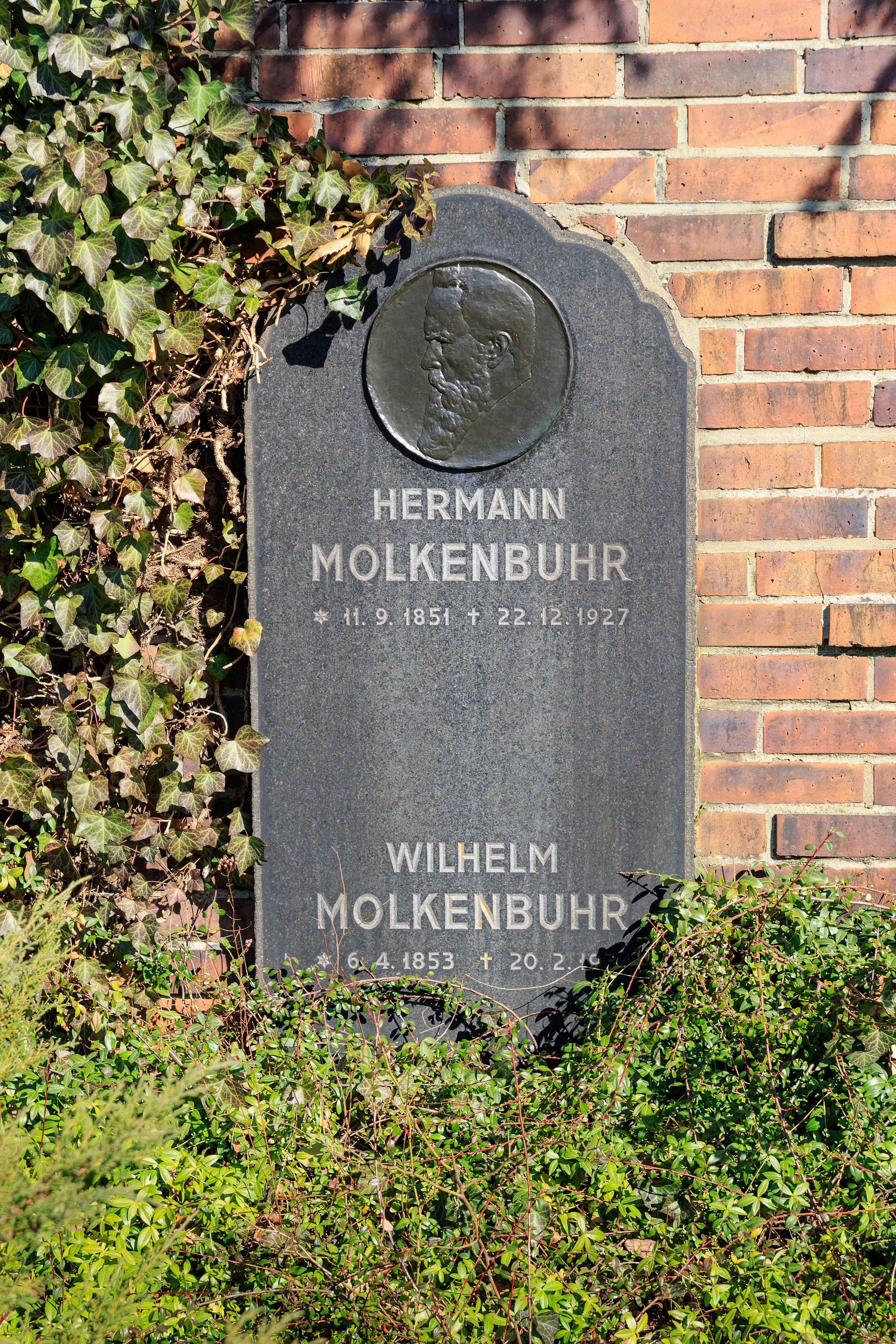
Das Grab von Hermann Molkenbuhr

1921 war er Vorsitzender der Programmkommission des „Görlitzer Programms“, 1925 Mitglied der Programmkommission des „Heidelberger Programms“ der SPD. Auf dem SPD-Parteitag vom 22. bis 27. Mai 1927 in Kiel, seinem letzten Parteitag nach 52 Jahren kontinuierlicher Teilnahme an allen Parteitagen, wurde der Sekretär Molkenbuhr zum Beisitzer des Parteivorstandes gewählt.
Neben der nationalen Parteiebene war er seit 1889 ständiger Delegierter auf den Kongressen der „Internationale“ und seit 1908 Mitglied im „Internationalen Sozialistischen Büro“.
Am 22. Dezember 1927 starb Molkenbuhr in Berlin und wurde unter großer Anteilnahme der Sozialdemokratie auf dem Friedhof in Friedrichsfelde beigesetzt. 1950 wurden seine sterblichen Überreste von der DDR-Führung in die dortige „Gedenkstätte der Sozialisten“ umgebettet.
Der dritte Sohn Hermann Molkenbuhrs, Brutus Molkenbuhr, war 1918/1919 als Soldatenrat zweiter Vorsitzender des Vollzugsrates der Arbeiter- und Soldatenräte Großberlin in der Novemberrevolution.